# Villejuif – Paul Vaillant-Couturier
Villejuif – Paul Vaillant-Couturier – stacja linii 7 metra w Paryżu, położona w gminie Villejuif.

## Stacja

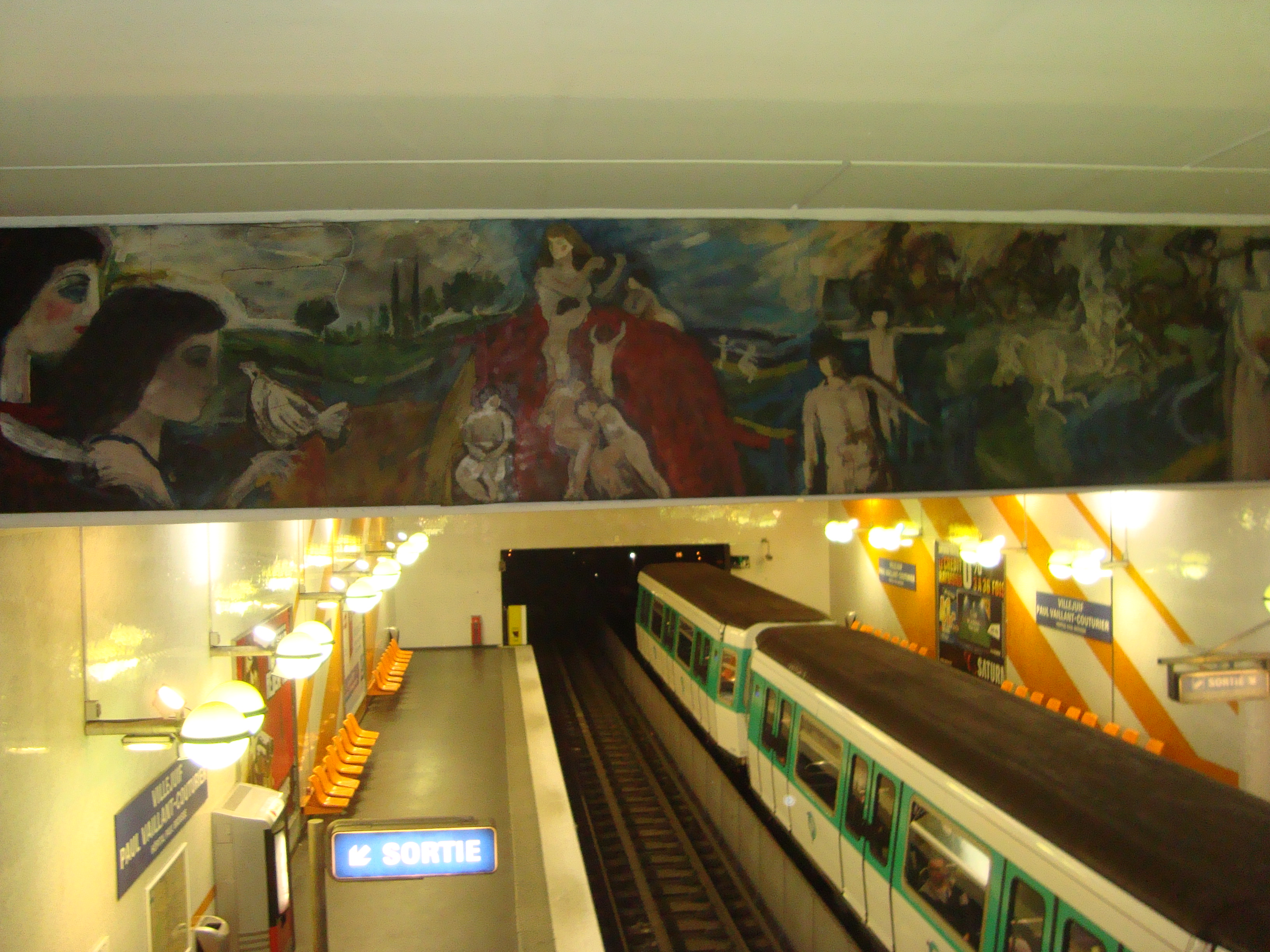
Widok z antresoli.

Stacja została otwarta w 1985 roku jako jedna ze stacji nowego odgałęzienia linii. Znajduje się pod ziemią, posiada jednonawową halę peronową z dwoma torami i dwoma peronami bocznymi.
Pierwszy człon nazwy stacji pochodzi od nazwy gminy, na terenie której ona leży. Drugi zaś pochodzi od pobliskiej Avenue Paul Vaillant-Couturier, upamiętniającej Paula Vaillanta-Couturiera – francuskiego pisarza, dziennikarza i polityka.

## Przesiadki
Stacja umożliwia przesiadki na autobusy dzienne RATP i nocne Noctilien.

## Otoczenie
W okolicy stacji położony jest szpital Paul Brousse.